# Sanuki (Kagawa)
Sanuki (Japans: さぬき市, Sanuki-shi) is een Japanse stad in de prefectuur Kagawa. In 2014 telde de stad 50.671 inwoners.

## Geschiedenis
Op 1 april 2002 kreeg Sanuki het statuut van stad (shi). Dit gebeurde na het samenvoegen van de gemeenten Tsuda (津田町), Okawa (大川町), Shido (志度町), Sankawa (寒川町) en Nagao (長尾町).

## Udonfestival
Sanuki houdt jaarlijks op 2 juli een festival ter ere van udonnoedels.

## Partnersteden
- Eisenstadt, Oostenrijk sinds 1993

Steden:
Higashikagawa · Kanonji · Marugame · Mitoyo · Sakaide · Sanuki · Takamatsu (hoofdstad) · Zentsuji

Districten:
Ayauta · Kagawa · Kita · Nakatado · Shozu
Gemeenten per district